# 愁雨
「愁雨」（うれいあめ）は、1980年4月25日発売の大塚博堂の9枚目のシングル。

## タイアップ
B面「花びらは風に」は、フジテレビ系ドラマ、西武スペシャル『女が職場を去る日』の主題歌に採用された。

## 収録曲
1. 愁雨
作詞：るい　作曲：大塚博堂　編曲：井上鑑
2. 花びらは風に
作詞：辻井喬　作曲：井原宏泰　編曲：クニ河内